# Egon Wiberg
Egon Gustaf Martin Wiberg (Güstrow, 3 de junho de 1901 — Munique, 24 de novembro de 1976) foi um químico alemão.
Foi professor de química inorgânica na Universidade de Munique desde 1938.